# Gorzka chwała
Gorzka chwała. Polska i jej los 1918–1939 (ang. Bitter Glory: Poland and Its Fate; 1918 to 1939) – książka, w której Richard M. Watt opisuje dzieje II Rzeczypospolitej, 

skomplikowane wydarzenia polityczne, które sprawiły, że Polska zginęła jako państwo,
odzyskała niepodległość i znowu została zniszczona.

Autor w kolejnych rozdziałach opisuje różne zagadnienia, dotyczące Rzeczypospolitej. Pierwszy rozdział poświęcony jest wyłącznie Józefowi Piłsudskiemu. W kolejnych rozdziałach, postępując niechronologicznie, opisuje zagadnienia gospodarcze, polityczne, społeczne, stosunki wewnętrzne i międzynarodowe państwa polskiego w tamtym okresie, szczególnie podkreślając stosunki Polski z ZSRR i III Rzeszą.
Wydania książki Bitter Glory były w latach 1979–1998 kilkakrotnie wznawiane w Stanach Zjednoczonych. Na język polski została przetłumaczona w roku 2005 przez Piotra Amsterdamskiego i została wydana nakładem wydawnictwa AMF jako Gorzka chwała. Przedmowę do wydania polskiego napisali Richard M. Watt i Norman Davies. Książka ukazała się na rynku 11 listopada 2005 roku. Doczekała się recenzji w The New York Times, The Washington Post, The New Yorker i w Foreign Service Journal.